# Bombe del 25 aprile 1969
Le bombe del 25 aprile 1969 furono alcuni degli attentati terroristici avvenuti in Italia, che segnarono l'inizio di una serie di attentati che culminerà con la strage di piazza Fontana.

## Storia
Il 25 aprile 1969 esplosero due bombe. La prima esplose alle 18:57 nel tunnel di uscita del padiglione della Fiat alla fiera campionaria di Milano, un locale sempre immerso nella semioscurità perché vi venivano proiettate diapositive. Secondo i Carabinieri la bomba carta era in una borsa di finta pelle lasciata sotto una lastra di vetro perplex. Al momento nel tunnel, ampio circa 10 × 3 m, erano presenti circa 50 persone, di cui 5 sono state investite direttamente dall'esplosione e altre 10 circa investite di striscio dalle schegge della lastra distrutta. I danni sono stati limitati e i feriti non gravi; inizialmente ci sono stati cinque ricoveri ospedalieri guaribili in 5-15 giorni. La seconda bomba esplose alle 20:45 alla Stazione centrale, nell'ufficio cambi del Banco Nazionale delle Comunicazioni, situato nella galleria superiore. Erano presenti quattro persone, tutte addetti ai lavori, nessuna delle quali è stata ferita. L'esplosione ha distrutto le vetrate e causato un incendio che ha devastato l'ufficio. Entrambe le bombe erano simili e preparate con clorato o nitrato di potassio, innescato con una batteria "a consumazione", che si surriscalda e produce scintille entro un certo tempo.

Nel dicembre dello stesso anno, pochi giorni prima della serie di attentati del giorno 12 che ebbero il loro culmine nella Strage di piazza Fontana, diversi quotidiani e riviste (L'Unità, L'Espresso, Paese Sera) pubblicarono un rapporto riservato di un agente segreto greco all'allora primo ministro greco Geōrgios Papadopoulos, uno dei responsabili del colpo di Stato che mise al potere la cosiddetta "giunta dei colonnelli". Il testo, datato 15 maggio 1969, sarebbe una copia mandata per conoscenza all'ambasciatore greco a Roma, e sarebbe stato diffuso dal giornalista inglese Leslie Finer. Quest'ultimo, che aveva lavorato ad Atene come corrispondente del settimanale The Observer, l'avrebbe ricevuto da membri della resistenza greca con cui era in contatto. Il testo, tra le altre cose, parla di contatti tra un italiano simpatizzante del governo dittatoriale e anticomunista greco con l'esercito italiano e i carabinieri, nonché di possibili operazioni in chiave anticomunista che avrebbero potuto mettere in atto le autorità italiane. Inoltre vengono citati quelli che sembrerebbero riferimenti espliciti alle bombe del 25 aprile: 
L'ambasciata greca non commentò il documento, mentre la maggior parte dei media italiani tesero a minimizzarne il contenuto.

## Le indagini
Le indagini vennero affidate al commissario Luigi Calabresi il quale puntò sulla pista anarchica. Venne per questo accusato di pregiudizi per aver indirizzato su un'unica via le indagini pur senza avere alcuna prova in merito. Vennero arrestate quindici persone della sinistra extraparlamentare, che rimasero in carcere per sette mesi prima di venire scarcerate per insufficienza di indizi. Soltanto anni dopo, per i fatti in questione verranno condannati in via definitiva due neofascisti veneti appartenenti a Ordine Nuovo: Franco Freda e Giovanni Ventura.